# Окрог (Літія)
Окрог (словен. Okrog) — поселення в общині Літія, Осреднєсловенський регіон, Словенія. Висота над рівнем моря: 424,7 м.